# Carlow Borough (circonscription britannique)
Pour les articles homonymes, voir Carlow.
Carlow Borough est une circonscription électorale du Royaume-Uni de Grande-Bretagne et d'Irlande, de 1801 à 1885. En 1885, elle fusionne avec la circonscription Carlow County, la circonscription créée prenant le nom de Carlow County.